# Aarhus' byvåben
Aarhus byvåben er et af de ældste bevarede fra de danske købstæder. Det kan henføres til et bysegl brugt i Aarhus omkring 1250. Det ældste bysegl, som er bevaret, er i et dokument fra 24. juni 1356, som dog gik tabt grundet ødelæggelser under 2. verdenskrig.
Byseglet har haft forskellige udformninger i sin 750-årige historie. De to tårne mener man skulle symbolisere datidens romanske domkirke, der havde to vesttårne. Derimod har der været tvivl om, hvem de to mænd er. Traditionen siger, at manden med ankeret er Sct. Clemens, byens skytshelgen, medens manden med sværdet skulle være apostelen Paulus, fordi han har et sværd som attribut. Nogle har dog ment, at de to mænd oprindelig symboliserede to af byens oldermænd – det vi i dag kalder rådmænd. I de ældste bysegl fremgik bynavnet som Arusiensis, adjektiv dannet til Arusia, der oprindeligt skal tolkes som "Aros", det vil sige byen ved åmundingen.
Som følge af brev fra indenrigsministeriet den 3. december 1936 fik kommunen tegnet det nuværende byvåben i 1938, og begrebet 'segl' blev ændret til '(by)våben'. Kunstneren var gravør Fr. Britze. Ved bekendtgørelse i Statstidende den 23. juni 1938 blev det nye byvåben beskrevet sådan: 
"Et blaat Skjold, med en rød Portal, flankeret af to røde Taarne og et Spir, anbragt Gengivelse af St. Clemens og St. Paulus, klædte i blaa Kjortler. Over Portalen ses en Guldmaane og en syvtakket Guldstjerne og under den en over fire Sølvbølger opragende rød tindet Mur."
I 2004 fik Aarhus Kommune rentegnet et forenklet bylogo til brug i kommunens tryksager, breve med mere.